# Рікарда Газер
Рікарда Газер (нім. Ricarda Haaser)(10 вересня 1993 , Інсбрук ) — австрійська гірськолижниця, призерка чемпіонату світу .
Бронзову медаль чемпіонату світу Газер здобула на світовій першості 2023 року у Куршевелі у гірськолижній комбінації. 
Брат Рікарди Рафаель — теж гірськолижник, і теж бронзовий медаліст того ж чемпіонату у тій же дисципліні.